# Wayne Eyer Manning
Wayne Eyer Manning  (12 de abril de 1899 – 8 de fevereiro de 2004) foi um botânico norte-americano.